# 双十暴動
双十暴動（そうじゅうぼうどう、繁: 雙十暴動、英: Double Ten riots）は、1956年10月10日から10月12日にかけてイギリス領香港の九龍、荃湾などの地域で発生した暴動である。
事件の原因は、中華民国の国慶日である10月10日に、李鄭屋徙置区の職員が中華民国の国旗と巨大な「双十」のエンブレムを撤去したことである。この暴動はストライキやデモから始まり、そこに14Kや三合会などの犯罪組織が介入したことで大規模な暴動へと発展し、中国国民党支持者と中国共産党支持者の間で激しい衝突が起こった。最終的に59人の死者、443人の負傷者、6,000人以上の逮捕者を出し、香港史上最悪の暴動となった。

## 背景
1949年の中華人民共和国成立後、多くの中国国民党関係者や支持者が香港に亡命した。10月10日の中華民国国慶日（双十節）には、彼らの居住地区には毎年大量の中華民国国旗が掲揚された。
1951年11月21日、九龍城東頭村の木造家屋が集中する地区で火災が発生し、1万人以上が家を失った。
1952年3月1日、広州市人民政府が慰問団を香港に派遣して罹災者を訪問しようとしたが、慰問団が反植民地主義を喧伝することを恐れた香港総督のアレキサンダー・グランサムによって入国を拒否された（粵穂慰問団事件）。
1956年、中華人民共和国最高指導者の毛沢東は「百花斉放百家争鳴」を提唱して言論統制を緩和し、中国大陸の情勢は一時的に落ち着いた。その結果多くの香港人が「多くの人が香港から中国大陸に行こうとするだろう」として国境検問所の再開を要求した。これを受けてグランサムは同年2月に国境検問所の再開を決定した。統計によれば、1950年代半ばの香港の人口は約240万人であり、人口の1/3は中国大陸からの難民であった。予想とは裏腹に国境検問所の再開は中国大陸から香港への流入を招いたため、グランサムは同年9月に関門の閉鎖を発表した。香港政府は、国境を開放した7ヶ月の間に中国大陸から香港に約6万人が入境したと記録した。
同年10月3日、香港市政局の徙置事務委員会は内部会議を開催し、徙置区内の建物の壁に旗や装飾を貼ってはならないと規定したが、旗の掲揚は禁止されなかった。

## 事件の経過

### 10月9日
宝星紗廠の宿舎において国旗撤去事件が発生した。工場の監督者は右派の労働者たちに中華民国国旗の撤去を要求した。工場が双十節を祝うのを妨害していると考えた右派の労働者たちは、10月10日から11日にかけて華興学校で集会を開き、抗議行動を起こすことを決定した。

### 10月10日

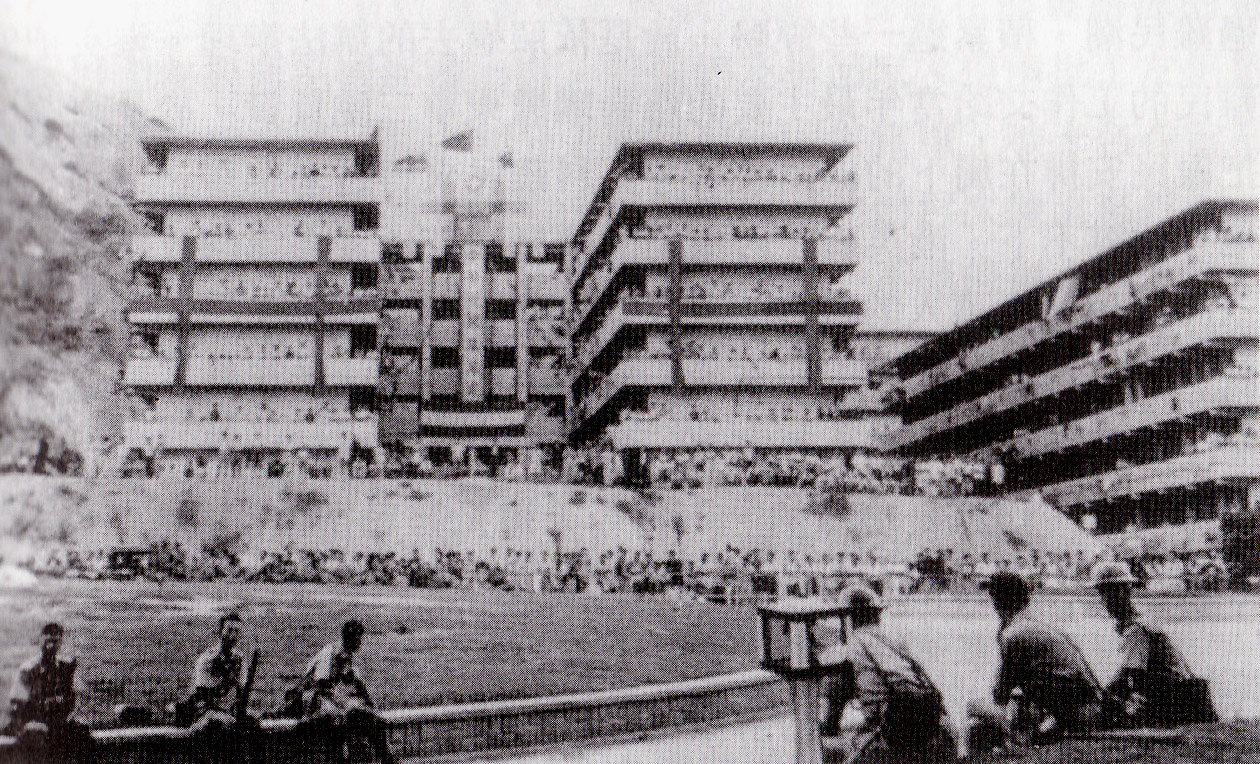
石硤尾徙置區で市民と対峙する鎮圧部隊。外壁に掲げられた大きな「双十」のエンブレムが見える。

午前10時、徙置事務処（現：房屋署）の職員2人が、李鄭屋徙置区G座6樓に掲げられていた中華民国国旗と大きな「双十」のエンブレムを取り外した。午前11時、これを知った住民数百人が徙置区弁事処を取り囲み、職員2人が住民の怒りを鎮めるために旗を貼り直し、現場に駆けつけた警察官が住民を説得して立ち去った。数分後に国旗が再び撤去されているのが見つかると群衆は再び集まり、午後1時ごろには2,000人に達した。群衆は「香港政府から10万個の爆竹の提供」、「警署の外壁に孫文と蔣介石の肖像画と中華民国の国旗を掲げる」、「徙置区職員が孫文と蒋主席の肖像画の前に跪き、自分たちの過ちを認める」という3つの条件を警察に要求したが受け入れられず、彼らは警察と睨み合った。
午後2時、警務処助理処長率いるヘルメットとボディアーマーを装備した60人の警察官が現場に召集され、警戒を続けた。午後2時25分頃、徙置事務処の職員2人が事務処を出たところを群衆に追い回され、殴打された。 群衆は警察官が職員を救出しようとしたことに不満を持ち、近くの食料品店から清涼飲料水の瓶を持ち出して警察官に投げつけた。その後、警察は群衆を鎮圧するために催涙ガスを4発発射した。午後2時30分までに、約360人からなる4つの鎮圧部隊が応援に駆け付けたが、そのうち1隊は建物の消火活動中に住宅のベランダから住民に投石されたため、催涙ガス3発を発射した。警察はその後、群衆が徙置事務処を破壊し、大量の家具やファイルを燃やしているのを発見した。午後3時30分ごろには暴動は沈静化し、鎮圧部隊2隊が警備を続けつつも青山道の封鎖は解除された。

### 10月11日

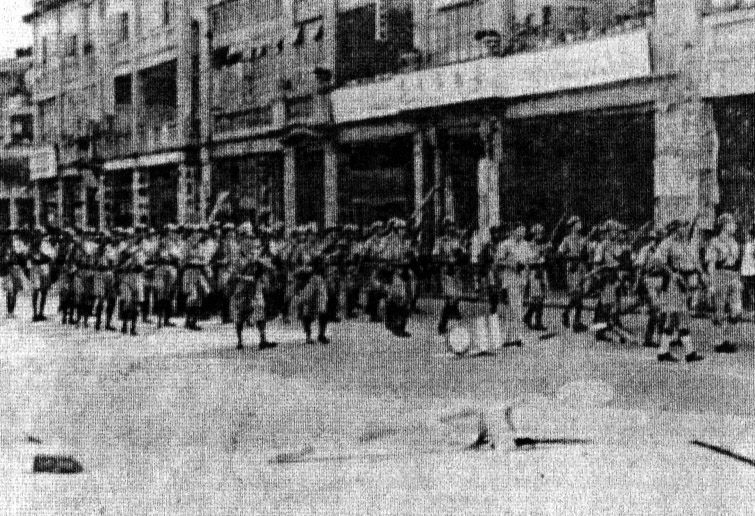
旺角一帯で群衆を追い払う鎮圧部隊

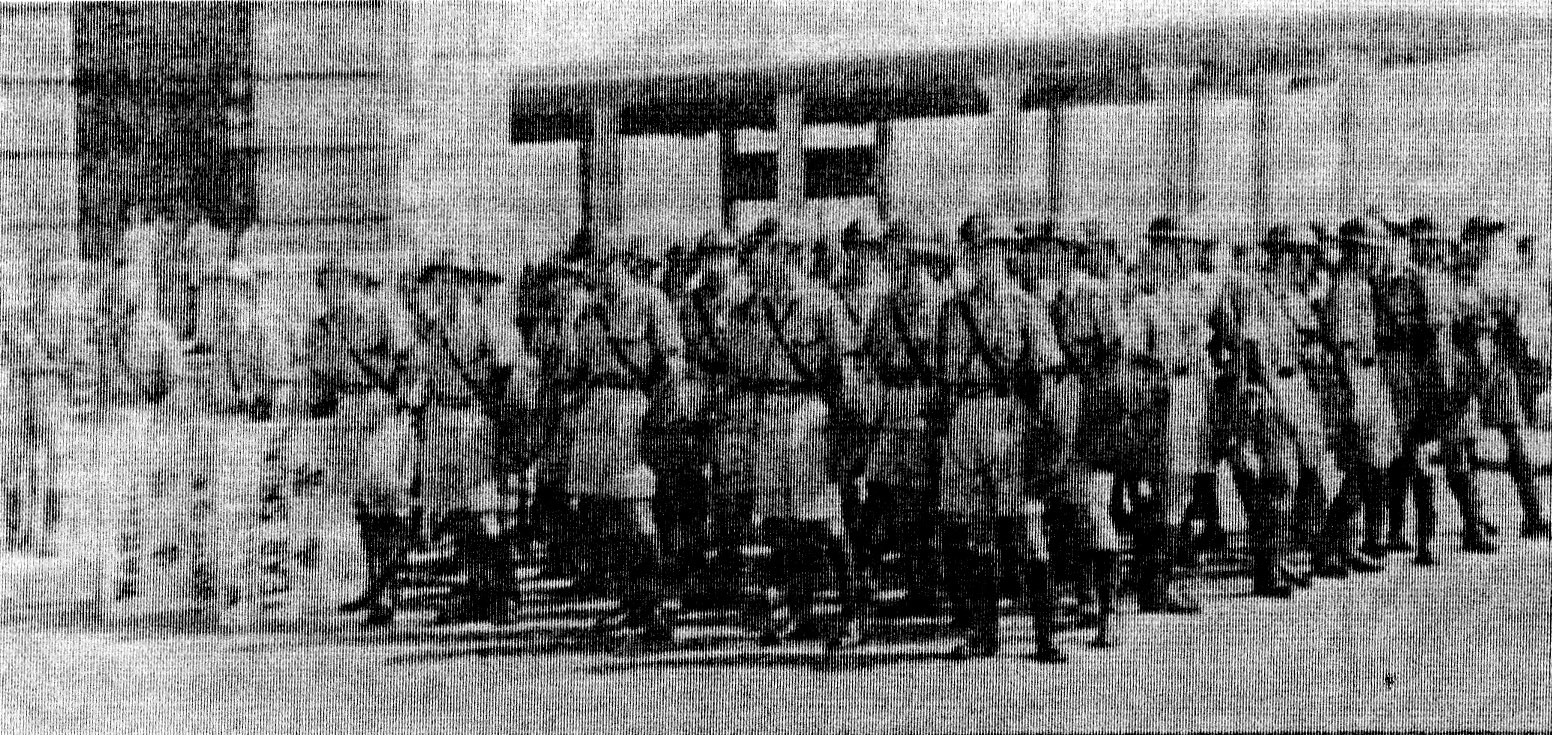
尖沙咀鐘楼に集結した鎮圧部隊

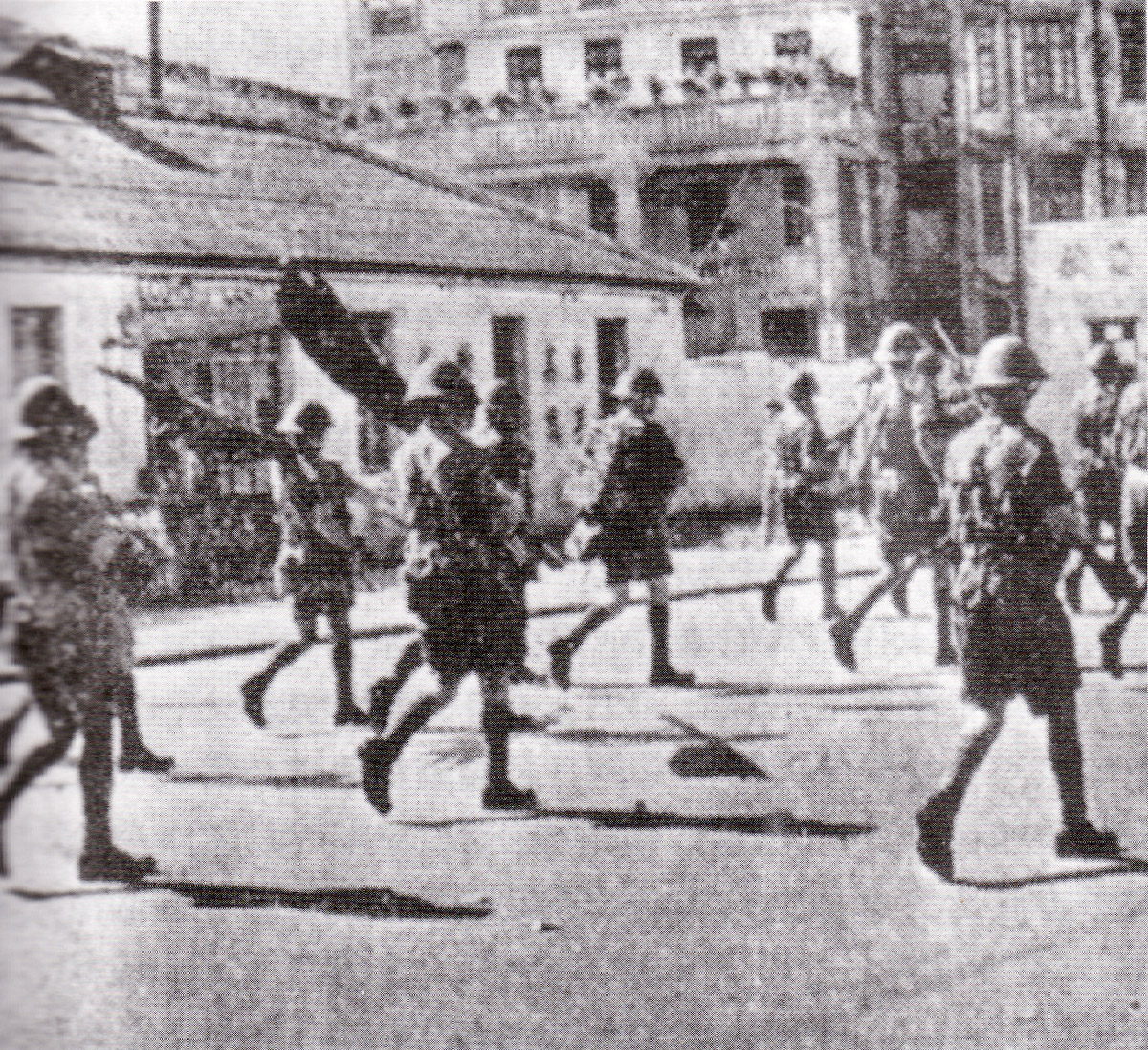
イギリス軍と鎮圧部隊の協力により、暴動は最終的に鎮圧された。

午前10時、群衆が再び集まり、青山道の南華玩具廠、中建国貨公司、広州鋼窗廠が相次いで襲撃され、嘉頓廠房は略奪・放火の被害を受けた。破壊行為は深水埗、旺角、油麻地一帯でも行われた。右派労働組合や三合会によって封鎖された地区では、通行人は中華民国国旗を掲げなければならず、旗を持たない者はその場で三合会から5-20香港ドルという不当な価格で購入する必要があった。事態が収束に向かわないため、警務処処長のアーサー・マクスウェルは「暴動はいかなる手段を用いてでもできるだけ早く収拾させるべきであり、そうする必要がある状況ならば、群衆は手当たり次第に撃ち殺すべきである」という命令を下した。
衝突は続き、深水埗郵便局が襲撃され、多くの場所で車両が燃やされた。外国人は襲撃対象となり、群衆は外国人の運転する車を止め、乗員を引きずり出して殴る蹴るなどの暴行を加えた。午前1時頃、在香港スイス副領事のフリッツ・エルンスト夫妻はタクシーに乗っていたところ、大埔道と青山道の交差点で群衆によってタクシーを横転させらた上に放火された。その結果群衆の2人と副領事夫人が死亡し、副領事は重傷を負った。警察は事件に関わった7人を逮捕し、デモ参加者8人を射殺した。
暴動は荃湾にまで拡大し、王立香港連隊は取り締まりを行って100人以上を逮捕した。地元の新聞である大公報は「中国国民党の特務機関が放火や略奪を指示した」と非難した。
午後12時30分、輔政司のエッジワース・デイヴィッドを代理にして自らは休暇中であった香港総督のアレキサンダー・グランサムは、暴動の情勢を検討する会議を開き、鎮圧の支援のため駐香港イギリス軍を動員することを決定した。駐香港イギリス軍は陸軍歩兵3個大隊と偵察戦闘車を九龍に派遣し、午後2時に再派遣された警察の鎮圧部隊を支援して状況を徐々に沈静化させていった。
夕方、香港政府は午後7時半から翌12日の午前10時まで九龍に戒厳令を敷くことを決定した。これが香港に敷かれた初の戒厳令である。この間、フェリーや九広鉄路（現：東鉄線）などの全ての公共交通機関の運行が停止され、一部の公共サービスも営業を停止した。その後、戒厳令は14日の午後10時まで延長された。
歩兵3個連隊は各地区の警察署に駐在し、九龍を3つの防衛区に分けた。第1大隊は九龍西北一帯から界限街まで暴動の中心部、第2大隊は界限街から柯士甸道までの旺角や油麻地を含む九広鉄路以西の地区、第3大隊は九広鉄路以東を管轄した。11日夜から14日までは空軍による空中偵察も行われ、王立香港予備空軍は暴動の最新状況を偵察するために25回出動した。九龍西部の状況は徐々に安定したが、暴動は九龍城、土瓜湾、荃湾などに広がった。
午後4時30分ごろ、50人以上の女性労働者が宝星紗廠の外に集まり、「反攻大陸」や「幾時回家郷」などの歌を歌った。
午後5時ごろ、2,000人以上の人々が九龍城バスターミナルに停車していたバスを破壊し、侯王道の長城製片廠と万里片場が略奪被害に遭った。紅磡の黄埔船塢に群衆が集結して警察に投石し、警察は発砲と装甲車で群衆を追い払った。午後6時30分頃、群衆は再び集まり、午後7時には大きな中華民国国旗を掲げて鎮圧部隊に突撃し、警官に投石した。
夕方、群衆は荃湾西部の德豐紗廠、東南紗廠、宝星二廠、南海紗廠を襲撃し、各工場に対し「中華民国国旗を掲げること」、「左派労働者を追放すること」、「右派労働組合を承認すること」、「今後、労働者の雇用には右派労働組合の同意がを得ること」などを要求した。その後、木綿下村の港九工会連合会（現：香港工会連合会）工人病療所、紡織染工会福利部や海壩村の搪瓷工会荃湾分会などの左派労働組合で略奪や放火を行い、職員に暴行を加えた。
午後8時10分、鎮圧部隊は催涙ガスで群衆を追い払おうとしたが、群衆は青山道と東京街の交差点に再集結した。
李鄭屋徙置区での暴動が沈静化する中、午後10時、三合会と14Kの一団が中華民国国旗を掲げて大埔道と青山道の交差点に集結し、車両に投石し、付近の嘉頓廠房を襲撃した。その後、警察は多くの道路を封鎖し、新界や九龍南部からの車両の騒乱地区への進入を禁止した。5つの暴動鎮圧隊が出動し、政治部の刑事も捜査のため現場に向かった。群衆が離合集散を繰り返す中、警棒と催涙ガスを主な装備とする鎮圧部隊では事態に対処するのが困難であった。
その頃、青山道に出動した2台の消防車が大埔道が青山道の交差点に差し掛かった際に群衆の襲撃を受け、消防車のうち1台の運転手が頭部を負傷した。消防車はコントロールを失って歩道に衝突し、死者2名、負傷者多数という惨事となった。現場に到着した救急車も群衆に襲撃され、運転手は投擲物で負傷し、コントロールを失った救急車は大破した消防車に衝突した。現場視察のため副消防局長が乗っていたジープは、大埔道と南昌街の交差点付近で群衆に止められ、放火された。その後、警察は鎮圧部隊をさらに11隊動員したが、暴動はすでに長沙湾と旺角まで拡大していた。翌12日の早朝、群衆は旺角道の旺角警署を襲撃し、暴動は柯士甸道にまで拡大した。大規模な襲撃と略奪は午前5時まで続き、左派労働組合や学校も襲われた。
11日から12日にかけて、観塘道にある3つの小さな工場や李鄭屋、大坑東、牛頭角、何文田の徙置区で散発的な放火が報告された。

### その後
10月12日、香港政府は九龍半島に戒厳令を敷いた。10月13日、警察はデモ隊に突入し、合計6,000人以上を逮捕した。
10月14日、事態が徐々に沈静化した後、警察と駐香港イギリス軍は暴動関係者の大規模捜査を開始し、李鄭屋、大坑東などの地区で1,000人以上を逮捕した。同日に「1956年非常時期（拘留）規例」が制定され、捜査のために判事を通さずに容疑者を14日間拘留する権限は、総督の裁量でさらに14日間延長された。
暴動は最終的に11月14日までに沈静化した。最終的に少なくとも60人が死亡、300人が負傷、1,000人以上が逮捕され、何人かは台湾へ亡命した。著名な亡命者としては、のちに僑務委員会委員長を務めた曽広順が挙げられる。

## 各方面からの反応

### 中華人民共和国政府
10月15日、国務院総理の周恩来は香港政府に対して暴動の鎮圧を強く要請した。同日および翌16日に駐中国英国代理大使のコン・オニール と会談し、多数の人民と財産を失った今回の暴動に対して香港政府が効果的な取締りを行わなかったことを非難し、強く抗議した。

### 香港政府
10月16日に九龍半島の戒厳が解除されるとグランサムは記者会見を開き、暴動は犯罪組織によって引き起こされたと述べた。また、中華人民共和国政府による香港政府への非難は内政干渉であり、暴動が国民党によって引き起こされたものであることを証明する証拠は不十分であると主張した。

### その他
同年12月16日、港九工会連合会工人病療所の古恵貞は、「広州省市人民慰問九龍暴乱事件受害同胞大会」において同病院の看護助手が輪姦されたのを目撃したと報告した。

## 事件後の影響

### イギリス
1956年12月23日、グランサムは「九龍及荃湾暴動報告書」を植民地大臣に提出し、事件が計画的であったことを示す証拠はないと主張した。彼は、中国国民党を支持する傾向のある三合会が、香港の社会秩序を破壊して犯罪目的を達成しようとしていると考えた。暴動の範囲は九龍に限られ、香港島には広がらなかったこと、暴動の中心地である北九龍はもともと香港で犯罪率の高い地域であったこと、暴動の多くは国民党支持者が三合会と手を組んで左派労働組合との間の因縁を清算しようとしたものであったことから、暴動に明確な政治的目的はなかったと主張している。
暴動発生の翌年、イギリス政府は香港を放棄することを検討したが、グランサムの強い反対のため実現しなかった。

### 研究者
香港返還後の1998年に出版された「簡明香港史」の中で、歴史学者の劉蜀永は「戦火を逃れて1950年代に香港に来た大量の大陸難民は、生活に困窮したことに加えて国共内戦で国民党と共産党が中国を混乱させたことによりフラストレーションが溜まり、それが最終的に暴動に繋がった」と述べている。